# Har Ramon
Der Har Ramon (deutsch Berg Ramon) ist mit einer Höhe von 1037 Metern der höchste Berg innerhalb der Negev-Wüste in Israel. Sie wird im Westen von der ägyptisch-israelischen Grenze und dem Gazastreifen, im Osten von der Arava-Senke und im Norden von der Linie Gaza−En Gedi am Toten Meer begrenzt. Darüber hinaus ist der Har Ramon der achthöchste Berg Israels.